# Khanda

El khanda.

El khanda, uno de los más importantes símbolos del sijismo, está formado por tres armas, cada una con un significado diferente:
- Khanda: espada recta que simboliza el conocimiento de Dios. Está situada entre dos espadas curvas llamadas kirpáns.
- Kirpáns: espadas curvas que representan la soberanía política y la espiritual.
- Chakkar: arma en forma de disco que simboliza la unicidad de Dios.

- Datos: Q1570211
- Multimedia: Khanda symbol / Q1570211